# Richard Atkinson
Richard John Copland Atkinson (Evershot, 20 gennaio 1920 – Cardiff, 10 ottobre 1994) è stato un archeologo britannico.

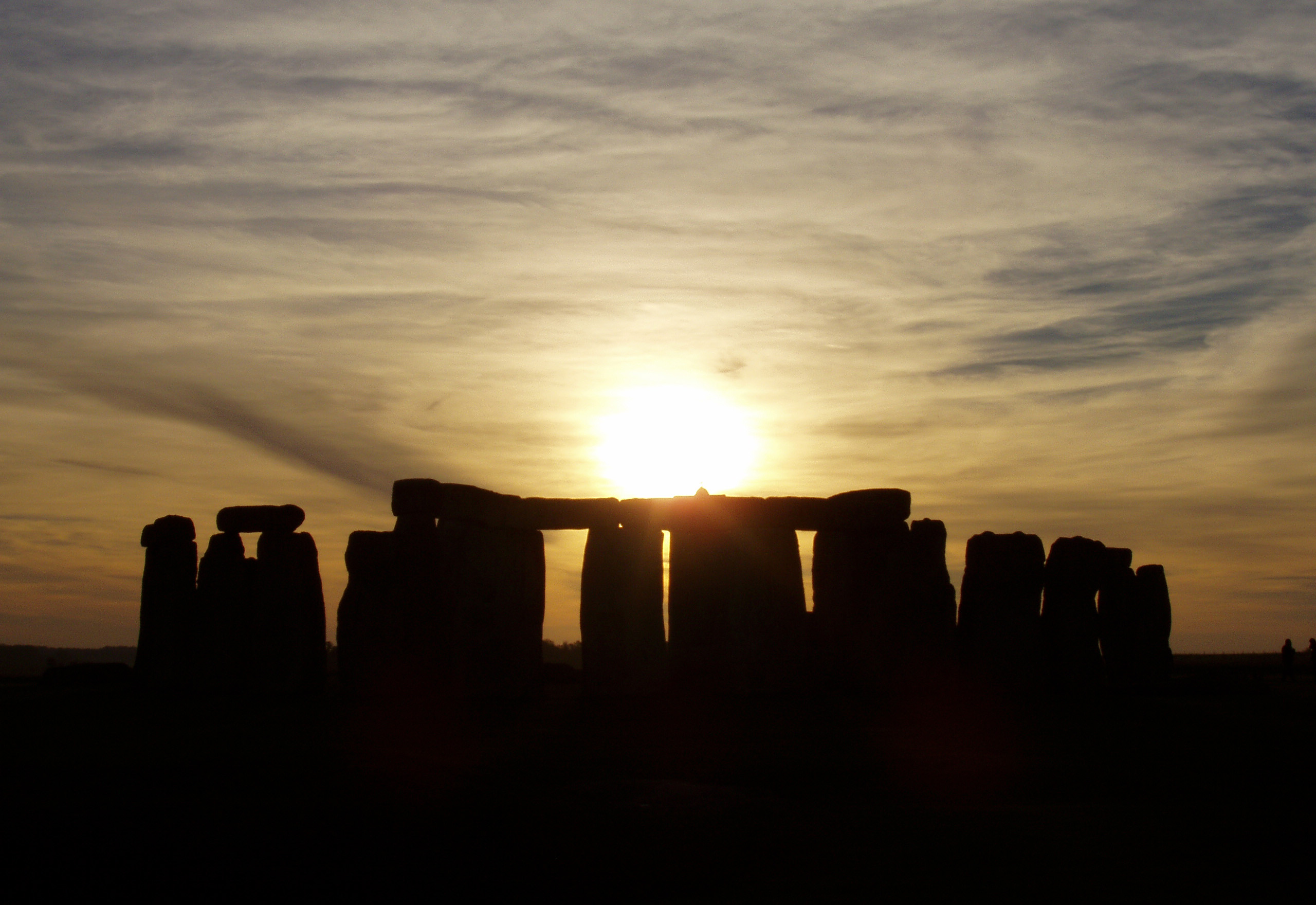
Stonehenge

Nacque nel  Dorset e frequentò la Sherbourne School e quindi il Magdalen College a Oxford, con i corsi del  PPE (Filosofia, politica ed economia).
Durante la seconda guerra mondiale, a causa della sua fede quacquera, servì in ruoli di non combattente. Nel 1944 divenne conservatore assistente di archeologia presso l'Ashmolean Museum di Oxford.
I siti archeologici da lui investigati comprendono Stonehenge, la collina di Silbury, West Kennet Long Barrow e Wayland's Smithy. Fu un amico e collaboratore di Stuart Piggott. Il suo lavoro su Silbury era parte di una serie documentaria per la BBC poi annullata. Nel 1949 divenne assistente presso l'Università di Edimburgo e nel 1958 si trasferì a Cardiff, nella cui Università del Galles (University of Wales)  divenne il primo professore di archeologia. Restò a Cardiff fino al pensionamento nel 1983.
Nel 1978 fu artefice del ritrovamento dell'arciere di Stonehenge. Nel 1979 fu nominato Commander dell'Impero britannico (Order of the British Empire).
Atkinson fu celebre per i suoi contributi pratici alle tecniche archeologiche e per le sue soluzioni pragmatiche ai problemi che si presentavano nella pratica dello scavo e che sono elencate nel manuale intitolato Field Archaeology ("Archeologia sul campo").

## Opere
- (EN) Richard John Copland Atkinson 1946, Field archaeology.
- (EN) Richard John Copland Atkinson 1951, The henge monuments of Great Britain.
- (EN) Richard John Copland Atkinson 1956, (Penguin Books), Stonehenge.
- (EN) Richard John Copland Atkinson 1959, Stonehenge and Avebury and neighbouring monuments.